# Жак Касини
Жак Касинѝ (на френски: Jacques Cassini) е френски астроном, геодезист и картограф.
Роден е на 18 февруари 1677 година в Париж в семейството на известния италиански астроном Джовани Доменико Касини. През 1691 година завършва Парижкия университет с дисертация при математика Пиер Вариньон. Работи в Парижката обсерватория от 1694 година до смъртта си, като през 1712 година наследява баща си като неин директор. Известен е с първите таблици за движението на спътниците на Сатурн, оценките си за размера на Земята, както и с Картата на Касини, мащабен за времето си проект за изработване на подробна топографска карта на Франция, който е завършен от сина му Сезар-Франсоа Касини.
Жак Касини умира при пътен инцидент на 15 април 1756 година в Тюри су Клермон, където притежава имение.